# Kovács Lajos (tanár, 1845–1903)
Kovács Lajos (Fertősalmás, 1845. szeptember 5. – Debrecen, 1903. június 20.) református tanítóképző intézeti igazgató-tanár, tankönyvíró, egyházmegyei pénztárnok.

## Élete
Kovács János református lelkész (Fertősalmáson 1841-től 1886-ig) és Jászai Klára fia. A gimnáziumot Máramarosszigeten, a bölcseleti és hittudományi tanfolyamot a debreceni főiskolában végezte; azután ugyanott elemi iskolai köztanító volt két évig. A Nagy József-féle alapítványból segélyezve beutazta Közép-Európát a népiskolák és tanítóképző intézetek tanulmányozása végett. 1869-ben debreceni képzőintézeti tanárrá, 1895-ben ugyanott igazgatóvá választották. A Gönczy-tanügyi egyesület elnöke volt.

## Munkái
- Bibliai történetek az elemi I-IV. osztály számára. Debreczen, 1875-76. Három füzet. (I. és II. 2. kiadás..., 3. k. 1878., 4. 1881., III. 2. k. 1876., 4. 1881., IV. 2. 1877., 3. 1883. Uo.).
- Vezérkönyv a bibliai történetek népiskolai tanításában. Kehr, Wangemann és Itzerott nyomán. Uo. 1876.
- Bibliai történetek az elemi II., III. és IV. osztály növendékeinek, olyan iskolák számára, melyekben egy tanító több osztályt tanít. Uo. 1877. (2. kiadás 1879., 3. hit- és erkölcstani kérdésekkel bőv. kiadás, 1879., 4. ..., 5. 1882., 6. 1883., 7. 1890.)
- Számtani gyakorlókönyv. Feladatok magán foglalkozásra az iskolában hallgatólagos vagy otthon leendő kidolgoztatás végett az I-VI. elemi osztály számára. Uo. 1878. Öt füzet. (II. füzet 2. kiadás 1882., 3. k. 1886., III. 2. k. 1883., 3. k. 1887., IV. 2. k. 1883., 3. 1887., 4. 1891., V. az 5. és 6. osztály számára 2. k. 1885. Uo.).
- Bibliai történetek az elemi iskolák III. és IV. osztálya számára. Pályadíjat nyert mű. Uo. 1884. (A tiszántúli ev. ref. egyházker. népisk. könyvkiadv., I. 2. k. ..., 3. 1886., 4. 1887., 5. 1888., 6. 1889., 7. 1890., 8. 1891., 9. 1892., 10. 1893., 11. 1894. 12. 1895. ... 14. k. 1898. Uo.).
- Utmutatás a keresztyén vallástan népiskolai tanítására. I. Vezérkönyv az ev. ref. vallású elemi iskolák I-IV. és V-VI. osztályaiban tanítók számára. Pályadíjat nyert mű. Uo. 1884-85. Két rész. (A tiszántúli ev. ref. egyh. ker. népiskolai könyvkiadványai III., IV.)
- A keresztyén egyház történelme. Az ev. ref. elemi iskola VI. oszt. számára. Pályadíjat nyet mű. Uo. 1885. (Gergely Károlylyal együtt. A tiszántúli ev. ref. egyházker. népisk. könyvkiad. VIII., 2. kiadás ... 3. 1892. Uo.).
- Keresztyén vallástan az elemi iskola V. és VI. osztályai és a konfirmáczióhoz készülők használatára. Pályadíjat nyert mű. Uo. 1885. (A tiszántúli ev. ref. egyh. ker. népiskolai könyvkiadványai II. 2. kiadás ..., 3. 1887., 4. 1889., 5. 1890., 6. 1891., 7. 1892., 8. 1893., 9. .., 10. 1897. Uo.).
- Mennyiségtan a népiskolában. Vezérkönyv az elemi iskola I-VI. osztályaiban tanítók számára. Pályadíjat nyert mű. Uo. 1885. (A tiszántúli ev. ref. egyházker. népisk. könyvkiadv. VII.)
- Magyar nemzet története az elemi iskola V. és VI. osztályai számára. Pályadíjat nyert mű. Uo. 1887. (Gergely Károlylyal együtt. A tiszántúli ev. ref. egyházker. népisk. könyvk. XII. 2. kiadás 1889., 3. k. 1892., 4. k. 1894., 5. k. 1897., 6. k. 1898. Uo.).
- Életrajzok a magyar nemzet történetéből. Az elemi iskola III. és IV. osztályai számára. Pályadíjat nyert mű. Uo. 1887. (Gergely Károlylyal együtt. A tiszántúli ev. ref. egyházker. népisk. könyvk. XI. 2. kiadás 1888., 3. 1889., 4. 1890., 5. 1891., 6. 1892., 7. 1894. 8 ..., 9. ..., 10. 1897. Uo.).
- Keresztyén hittan. A gymnasium III. és IV. osztályai számára. Jutalmazott pályamű. Uo. 1892. (Gergely Károlylyal együtt. 2. kiadás. Uo. 1895.)
- Keresztyén erkölcstan. A gymnasium III. és IV. osztályai számára. Jutalmazott pályamű. Uo. 1892. (Gergely Károlylyal együtt. 2. kiadás. Uo. 1895.).
- Keresztyén egyháztöténelem. A gymnasium V. osztálya számára. Uo. 1892. (Gergely Károlylyal együtt. 2. kiadás. Uo. 1895.)